# Heroji radničke klase
Heroji radničke klase (Хероји радничке класе, Herois de classe treballadora) és una pel·lícula sèrbia dirigida per Miloš Pušić. L'estrena va ser el 15 de febrer de 2022 al 72è Festival Internacional de Cinema de Berlín a la secció “Panorama”.

## Argument
Lidija treballa com a gerent de relacions públiques en una dubtosa empresa immobiliària. En una gran obra de construcció, supervisa un grup de treballadors il·legals de la construcció. El projecte ha rebut una gran atenció mediàtica, per la qual cosa Lidija sempre posa èmfasi en el compliment de les normes de seguretat europees. Però, en realitat, es tracta menys de l'avanç de l'obra que de mantenir les aparences. En breu s'ha de signar un contracte important.
Després d'un alt nivell inicial de motivació, predomina la resignació entre els treballadors. El capatàs Braco intenta mantenir el grup unit, cosa que es fa més difícil amb cada incident. Un treballador es deixa atropellar per un carretó elevador per reclamar el seu sou, el següent es talla dos dits mentre està borratxo. Mentre la Lidija està en un club nocturn amb el seu soci de negocis, Braco demana a "Kid" i al "Professor" que desenrotllin una pancarta per la signatura del contracte. Hi ha un accident que Braco intenta tapar.
Finalment, la signatura mediàtica es pot dur a terme tal com estava previst, sobretot perquè el soci comercial de Lidija va disparar ràpidament al treballador ferit greu i el va fer enterrar amb formigó. Després de la signatura, la grua deixa caure un bloc de formigó sobre el cotxe on estava assegut l'empresari.

## Repartiment
- Jasna Đuričić: Lidija
- Boris Isaković: Professor
- Predrag Momčilović: Braco
- Stefan Beronja: Kid
- Aleksandar Đurica: Miki Marinković
- Bojana Milanović: Cantant
- Ervin Hadžimurtezić: Ringo
- Mihajlo Pleskonjić: Mile
- Filip Đurić: Home de negocis

## Producció
Pušić va utilitzar com a inspiració alguns informes de diaris sobre treballadors que morien a les obres de construcció. Es va sorprendre de la poca atenció que rebien aquests informes i va desenvolupar la primera idea per a una pel·lícula. Anys després de l'annexió d'Europa de l'Est i els Balcans a l'Europa Central, es pot observar una nova era del capitalisme liberal. Els treballadors corrents viuen una existència tenebrosa com a titelles, sense atenció mèdica i sense ingressos segurs.
El lloc de rodatge era un edifici que feia dècades que estava abandonat. Per tal de semblar el més autèntic possible, Pušić va seguir un estil semi-documental. La impressió d'una vida laboral normal s'ha de crear fent que la càmera es mogui lliurement entre els treballadors. La productora sèrbia Altertise va produir Heroji radničke klase com el seu tercer llargmetratge. Altertise va ser fundada l'any 2005 i promou un treball cinematogràfic ambiciós en les àrees de producció de vídeo, televisió i cinema. L'objectiu de la companyia és la producció independent de pel·lícules en les quals creuen.

## Recepció
La descripció de la Berlinale diu que Miloš Pušić posa en escena la “corrupció d'uns a costa d'altres, de l'assecat i enganyat […] amb facilitat”. En aquest cas, no hi hauria “lamentació”, sinó “sense xoc”. L'actriu Jasna Đuričić, coneguda de Quo Vadis, Aida?, actua "com la cara severa d'una generació maltractada".
Al lloc web moviebreak.de, Lida Bach escriu, "en lloc d'una sàtira crítica del sistema, Milos Pusic serveix una bufetada sense força que propaga més tòpics sobre el capitalisme que no pas crítiques". "Acudits masclistes en ruïnes i fanatisme vulgar" provocaran que la "història equivocada s'enfonsés".

## Premis i nominacions
Al 72è Festival Internacional de Cinema de Berlín fou nominada al Premi del Públic a la secció “Panorama”.